# Херсонський державний аграрно-економічний університет

Херсонський державний аграрно-економічний університет (до 14.02.2020 року — ДВНЗ «Херсонський державний аграрний університет») — вищий навчальний заклад IV рівня акредитації в Херсоні. Підпорядкований Міністерству освіти і науки України. На 2024 рік університеті навчається близько 2,5 тисяч здобувачів вищої освіти денної та заочної форм навчання, на 5 факультетах, за 27 спеціальностями, за ступенями «Бакалавр», «Магістр», «Доктор філософії», «Доктор наук». В університеті діють інноваційні системи навчання: дуальна освіта, агроінтернатура, подвійні дипломи. Університет є активним учасником із реалізації наукових вітчизняних і міжнародних проєктів та грантів. На базі ХДАЕУ працюють інноваційні освітні проєкти: Школа аграрного лідера, бізнес-школа «Smart Junior», Cyber school, школа економіки, школа кулінарної майстерності, біологічна школа, школа майбутнього інженера.
Бере початок з 1874 року від заснування Херсонського земського сільськогосподарського училища.

## Факультети
Агрономічний факультет
- Спеціальності: «Агрономія», «Захист та карантин рослин», «Садівництво та виноградарство».

Декан — Мринський І. М. — кандидат сільськогосподарських наук, доцент.
Біолого-технологічний факультет
- Спеціальності: «Технологія виробництва і переробки продукції тваринництва», «Харчові технології», «Ветеринарна гігієна, санітарія і експертиза».

Декан — Балабанова І. О. — кандидат сільськогосподарських наук, доцент.
Факультет рибного господарства та природокористування
- Спеціальності: «Водні біоресурси та аквакультура», «Екологія», «Садово-паркове господарство», «Лісове господарство», «Технології захисту навколишнього середовища».

Декан — Бойко П. М. — кандидат біологічних наук, доцент.
Факультет водного господарства, будівництва та землеустрою
- Спеціальності: «Будівництво та цивільна інженерія», «Геодезія та землеустрій», «Науки про Землю», «Гідротехнічне будівництво, водна інженерія та водні технології», «Архітектура та містобудування», «Електроенергетика, електротехніка та електромеханіка».

Декан — Артюшенко В. В. — кандидат сільськогосподарських наук, доцент, Заслужений працівник сільського господарства України.
Економічний факультет
- Спеціальності: «Облік і оподаткування», «Економіка», «Підприємництво, торгівля та біржова діяльність», «Публічне управління та адміністрування», «Менеджмент», «Готельно-ресторанна справа», «Туризм», «Професійна освіта (Економіка)», «Право», ОП «Менеджмент IT».

Декан — Грановська В. Г. — доктор економічних наук, доцент.
Центр довузівської підготовки та міжнародної освіти
Начальник центру — Керімов Алі Наріманович, кандидат сільськогосподарських наук, доцент.
Структурний підрозділ з організацією виховної роботи зі студентами
- Напрями: «музичний», «хореографічний», «вокальний», «театральний», «художній».

## Історія
1874 року — в Херсоні відкрито земське сільськогосподарське училище ІІІ ступеня. Сюди після вступних іспитів вступали юнаки 14–20 років з базовою освітою 3–4 класи. Першим директором став Є. Г. Котельников.
Фах здобували агрономи, зоотехніки. На перший час обсяг випускників не перевищував 20–22 студента. В училищі приділяли увагу проблемам, пов'язаним із зоною ризикованого землеробства (через посушливий степовий клімат).
1883 року — училище було реорганізовано у середній навчальний заклад ІІ ступеня, з 6-річнім строком навчання.
1919 року — училище перетворено на Херсонський сільськогосподарський інститут. Інститут працював кілька місяців.
1920 року — училище було об'єднано з Політехнічнім Інститутом. Новий заклад став сільськогосподарським технікумом.
1928 року — сільськогосподарський технікум реорганізовано в Херсонський сільськогосподарський інститут ім. О. Д. Цюрупи.
1998 року — інститут реорганізовано в Херсонський державний аграрний університет.
Згідно з розпорядженням Міністерства аграрної політики України від 28.03.2005 р. № 17 університет отримав повну назву — Державний вищий навчальний заклад «Херсонський державний аграрний університет».
Розпорядженням Кабінету Міністрів України від 04.02.2015 р. № 87-р Державний вищий навчальний заклад «Херсонський державний аграрний університет» передано із сфери управління Міністерства аграрної політики та продовольства до сфери управління Міністерства освіти і науки України.
14 лютого 2020 року ДВНЗ «Херсонський державний аграрний університет» перейменовано у Херсонський державний аграрно-економічний університет.
19 вересня 2023 року постраждав від російського обстрілу, поранені троє людей.

## Галерея

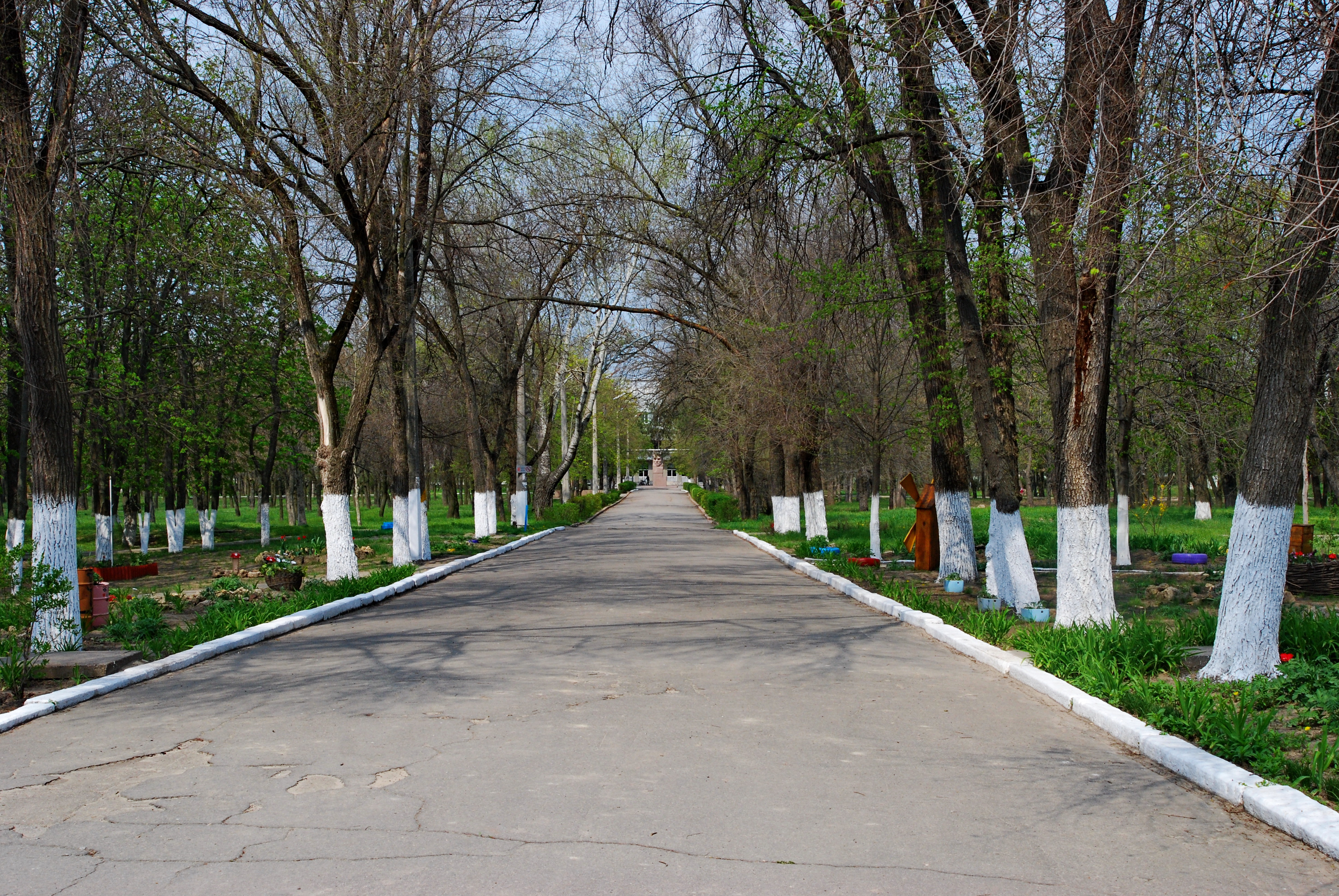
Дендропарк Херсонського державного аграрного університету (2013)
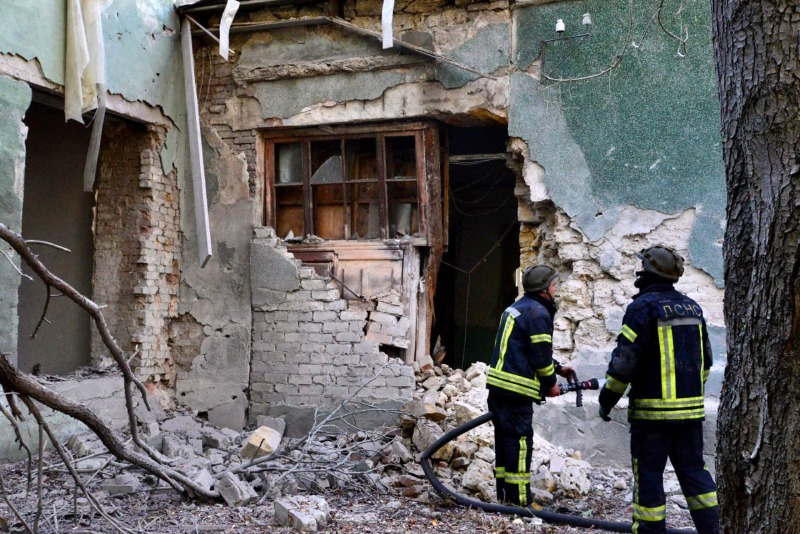
Руйнування від обстрілу (2023)

## Випускники
- Завалко Олександр Іванович (1969—2015) — старший сержант Збройних сил України, учасник російсько-української війни.
- Угрін Федір Дмитрович (1975—2015) —  матрос Збройних сил України, учасник російсько-української війни.

## Викладачі
- Мельник Сергій Олексійович
- Кирилов Юрій Євгенович

## Джерело
- Сайт Херсонського університету